# کورتلند وست (نیویورک)
کورتلند وست (به انگلیسی: Cortland West) یک منطقهٔ مسکونی در ایالات متحده آمریکا است که در شهرستان کورتلند، نیویورک واقع شده‌است. کورتلند وست ۱۳٫۴ کیلومتر مربع مساحت و ۱٬۳۵۶ نفر جمعیت دارد و ۳۶۷٫۲۹ متر بالاتر از سطح دریا واقع شده‌است.